# Giuliano Agazzi
Giuliano Agazzi (Castelleone, 6 luglio 1968) è un ex pallavolista italiano.
Giocò nel ruolo di schiacciatore.

## Carriera
La carriera di Giuliano Agazzi inizia nelle formazioni giovanili della Pallavolo Cremona, con cui disputa anche un campionato di Serie C.
Nella stagione 1988-89 viene tesserato dalla Pallavolo Brescia, formazione militante nel campionato di Serie A2. Rimane nella formazione lombarda per due annate, prima di essere ceduto alla Sisley Volley di Treviso.
Con la squadra della famiglia Benetton ottiene, in quattro annate, tutti i trofei a livello nazionale ed internazionale. Conquista infatti uno scudetto, una Coppa Italia, una Coppa dei Campioni, una Coppa delle Coppe, una Coppa CEV e una Supercoppa Europea.
Terminata questa esperienza torna per quattro stagioni nella seconda divisione nazionale, prima nella Virtus Volley Fano e poi nel Mezzolombardo Volley. In seguito si trasferisce alla Pallavolo Molveno, con cui conquista una promozione dalla Serie B2 alla Serie B1.
Nell'annata 2001-02 gioca per l'ultima volta nel massimo campionato italiano, con la maglia del Trentino Volley, prima di chiudere la carriera in Serie B1 con il Volley Castelnuovo.
Il 6 aprile 2014, conquista con la Pallavolo Castelleone la Union Cup.
Il 24 maggio 2014, sempre con la Pallavolo Castelleone vince il campionato di Prima Divisione conquistando così la promozione in serie D.
Il 9 maggio 2015 porta la Pallavolo Castelleone in serie C confermandosi miglior realizzatore del campionato.

## Palmarès
- Campionato italiano: 1

1993-94
- Coppa Italia: 1

1992-93
- Coppa dei Campioni: 1

1994-95
- Coppa delle Coppe: 1

1993-94
- Coppa CEV: 1

1992-93
- Supercoppa europea: 1

1994
Union Cup di pallavolo maschile 2013-2014
Prima Divisione di pallavolo maschile 2013-2014
Serie D pallavolo maschile 2014-2015